# 陳乙
陳乙（1500年—？），字子元，號前山，河南省開封府杞縣人，明朝政治人物。

## 生平
十一月初五日生，行一，治《詩經》，由國子生中式嘉靖七年（1528年）戊子科河南鄉試第七名舉人，嘉靖十一年（1532年）壬辰科會試第二十九名，第二甲第十五名進士。觀通政司政，授工部主事，陞員外，山東僉事。

## 家族
曾祖陳禮，壽官；祖陳欽；父陳江，貢士；母王氏。慈侍下。弟陳卜（貢士）；陳丁，子陳幼學。